# Hôtel de ville de Rivière-du-Loup
L'Hôtel de ville de Rivière-du-Loup est le siège du conseil municipal de la ville de Rivière-du-Loup au Québec (Canada). Construit en 1916, il a été désigné lieu historique national en 1984.

## Histoire
L'hôtel de ville a été construit en 1916 sur les anciennes fondations du Marché public incendié en 1910.
Il a été conçu par l'ingénieur civil Georges Ouimet dans une volonté de modernité. 
Le beffroi et son horloge sont inédits pour l'époque et furent ajoutés au projet initial.
Il a été agrandi en 1972-1973.
Il a été désigné lieu historique national le 23 novembre 1984.